# Enicostema littorale
Enicostema littorale är en gentianaväxtart som beskrevs av Carl Ludwig von Blume. Enicostema littorale ingår i släktet Enicostema och familjen gentianaväxter. Inga underarter finns listade i Catalogue of Life.